# Red Bull Global Rallycross

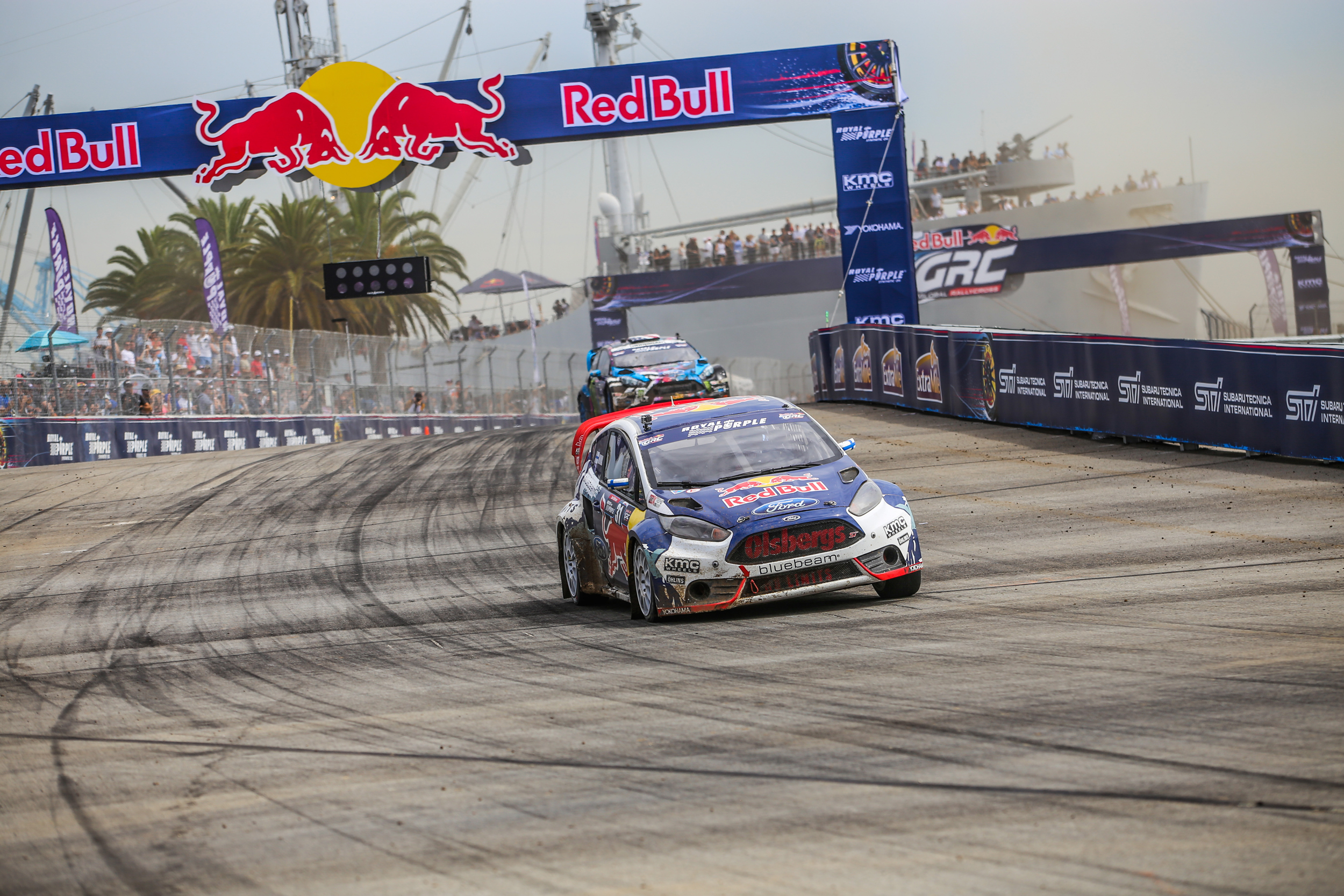
Carrera del campeonato en Puerto de Los Ángeles. (2015).

El Red Bull Global Rallycross fue un campeonato de rallycross que se disputó desde el año 2011 hasta 2017, con el ayuda de ESPN. Se disputaba principalmente en Estados Unidos, aunque también el certamen visitó Barbados, Brasil y Alemania. 
Las fechas de este campeonatos, servían de carreras teloneras de la Copa NASCAR, IndyCar Series, X Games, entre otros. Los circuitos tenían la característica de tener una longitud de media milla y una milla, y aparte de que mezclaban las superficies tierra y asfalto, tiene varios otros obstáculos. 
Los autos de este campeonato producían 600 caballos de potencia, ya que estaban construidos para soportar saltos de 70 pies. En este certamen compitieron marcas como Ford, Citroën, Mitsubishi Motors, Dodge, Volkswagen, Subaru, Hyundai, y Chevrolet. 
ESPN empezó televisando la competencia desde 2011 hasta 2013, bajo las plataformas de ESPN, ESPN2 y ESPN3.com; luego en 2014 NBC se encargó de ese rol en todas las carreras salvo una, los X Games de Austin, de programación de ESPN.
En 2019, nació el Titans-RX, creada por Chip Pankow, uno de los creadores del Global Rallycross.

## Campeones
| Año  | Piloto           | Marca      |
| ---- | ---------------- | ---------- |
| 2011 | Tanner Foust     | Ford       |
| 2012 | Tanner Foust     | Ford       |
| 2013 | Toomas Heikkinen | Ford       |
| 2014 | Joni Wiman       | Ford       |
| 2015 | Scott Speed      | Volkswagen |
| 2016 | Scott Speed      | Volkswagen |
| 2017 | Scott Speed      | Volkswagen |

## Pilotos destacados
| Piloto           | Campeonato      | Victorias | Podios |
| ---------------- | --------------- | --------- | ------ |
| Tanner Foust     | 1º (2011, 2012) | 5         | 15     |
| Toomas Heikkinen | 1º (2013)       | 5         | 8      |
| Marcus Grönholm  | 2º (2011)       | 5         | 8      |
| Scott Speed      | 4º (2014)       | 5         | 5      |
| Ken Block        | 2º (2014)       | 3         | 10     |
| Liam Doran       | 9º (2013)       | 2         | 3      |
| Rhys Millen      | 3º (2011)       | 2         | 3      |
| Brian Deegan     | 2º (2012)       | 1         | 12     |
| Joni Wiman       | 1º (2014)       | 0         | 5      |